# Benjamin Thomsen
Benjamin Thomsen (ur. 25 sierpnia 1987 w Invermere) – kanadyjski narciarz alpejski, specjalizujący się w konkurencjach szybkościowych. W 2014 roku wystartował na igrzyskach olimpijskich w Soczi, zajmując dziewiętnaste miejsce w zjeździe. Był też między innymi siedemnasty w tej samej konkurencji podczas mistrzostw świata w Schladming w 2013 roku. W zawodach Pucharu Świata zadebiutował 6 marca 2010 roku w Kvitfjell, zajmując 43. miejsce w zjeździe. Pierwsze pucharowe punkty zdobył 18 grudnia 2010 roku w Val Gardena, gdzie był szesnasty w tej samej konkurencji. Na podium zawodów PŚ po raz pierwszy stanął 11 lutego 2012 roku w Soczi, kończąc zjazd na drugiej pozycji. W zawodach tych rozdzielił Beata Feuza ze Szwajcarii i Francuza Adriena Théaux. Najlepsze wyniki w Pucharze Świata osiągnął w 2011/2012, kiedy to zajął 42. miejsce w klasyfikacji generalnej, a w klasyfikacji zjazdu był piętnasty.

## Osiągnięcia

### Zimowe igrzyska olimpijskie
| Miejsce | Dzień     | Rok  | Miejscowość | Konkurencja     | Czas biegu  | Strata  | Zwycięzca          |
| ------- | --------- | ---- | ----------- | --------------- | ----------- | ------- | ------------------ |
| 19.     | 9 lutego  | 2014 | Soczi       | Zjazd           | 2:06,23 min | +1,77 s | Matthias Mayer     |
| DNS2    | 13 lutego | 2018 | Pjongczang  | Superkombinacja | 1:21,36 min | -       | Marcel Hirscher    |
| 28.     | 15 lutego | 2018 | Pjongczang  | Zjazd           | 1:43,19 min | +2,94 s | Aksel Lund Svindal |

### Mistrzostwa świata
| Miejsce | Dzień     | Rok  | Miejscowość  | Konkurencja | Czas biegu  | Strata  | Zwycięzca           |
| ------- | --------- | ---- | ------------ | ----------- | ----------- | ------- | ------------------- |
| 19.     | 9 lutego  | 2011 | Ga-Pa        | Supergigant | 1:38,31 min | +3,61 s | Christof Innerhofer |
| 18.     | 12 lutego | 2011 | Ga-Pa        | Zjazd       | 1:58,41 min | +2,77 s | Erik Guay           |
| 19.     | 6 lutego  | 2013 | Schladming   | Supergigant | 1:23,96 min | +1,97 s | Ted Ligety          |
| 17.     | 9 lutego  | 2013 | Schladming   | Zjazd       | 2:01,32 min | +2,22 s | Aksel Lund Svindal  |
| 27.     | 5 lutego  | 2015 | Beaver Creek | Supergigant | 1:15,68 min | +1,96 s | Hannes Reichelt     |
| 18.     | 7 lutego  | 2015 | Beaver Creek | Zjazd       | 1:43,18 min | +1,18 s | Patrick Küng        |

### Mistrzostwa świata juniorów
| Miejsce | Dzień   | Rok  | Miejscowość | Konkurencja | Czas biegu  | Strata  | Zwycięzca |
| ------- | ------- | ---- | ----------- | ----------- | ----------- | ------- | --------- |
| 23.     | 6 marca | 2007 | Altenmarkt  | Zjazd       | 1:38,41 min | +2,55 s | Beat Feuz |
| 27.     | 8 marca | 2007 | Altenmarkt  | Supergigant | 1:07,77 min | +2,67 s | Beat Feuz |

### Puchar Świata

#### Miejsca w klasyfikacji generalnej
- sezon 2010/2011: 109.
- sezon 2011/2012: 42.
- sezon 2012/2013: 77.
- sezon 2013/2014: 97.
- sezon 2014/2015: 73.
- sezon 2015/2016: 81.
- sezon 2017/2018: 88.

#### Miejsca na podium w zawodach
1. Soczi – 11 lutego 2012 (zjazd) – 2. miejsce